# Herpo the Foulov bazilisk

Herpo the Foulov bazilisk je sporedan lik iz romana J.K. Rowling o Harryju Potteru. Ne pojavljuje se osobno, već je usput spomenut.

## Biografija
To je prvi stvoreni bazilisk u povijesti. Herpo the Foul stavio je kokošje jaje ispod žabe kao dio svojih magijskih eksperimenata.  Iz njega se izlegao mali bazilisk, koji kasnije postaje divovska zmija. Herpo ga je kontrolirao na parselskom. Nije poznato što se s njim dogodilo, je li umro ili je još živ, a nisu poznate ni druge pojedinosti o njemu.

## Pojavljivanja
Čudesne zvijeri i gdje ih naći
Igrice